# Georg Bergenstråhle
Fredrik Georg Rudman Bergenstråhle, född den 5 september 1872 i Västerhaninge församling, Stockholms län, död den 13 juli 1943 i Stockholm, var en svensk militär. Han var far till Carl Bergenstråhle.
Bergenstråhle blev underlöjtnant vid fortifikationen 1895, löjtnant där 1897, kapten där 1904 och major där 1915. Han var lärare vid krigsskolan 1906–1912, fortifikationsofficer vid III. arméfördelningens stab 1912–1915 och chef för Göta ingenjörkår 1917–1922. Bergenstråhle befordrades till överstelöjtnant 1921 och till överste 1925. Han var chef för truppavdelningen vid fortifikationens huvudstation 1923–1926 och chef för fortifikationsstaben 1926–1932. Bergenstråhle blev adjutant hos kungen 1915 och överadjutant 1925. Han blev riddare av Svärdsorden 1916 och av Vasaorden 1925, kommendör av andra klassen av Svärdsorden 1928 och kommendör av första klassen 1931. Bergenstråhle vilar på Solna kyrkogård.